# Foreste sempreverdi del Nihonkai
Le foreste sempreverdi del Nihonkai sono un'ecoregione dell'ecozona paleartica, definita dal WWF (codice ecoregione: PA0427), che comprende la parte meridionale dell'isola giapponese di Honshu.

## Territorio
La neve è una caratteristica speciale di questa ecoregione - a differenza di quanto si riscontra nel più caldo lato orientale dell'isola di Honshu. Durante i mesi invernali la copertura nevosa protegge il suolo e la vegetazione dalla rigida temperatura dell'aria. E per più di 20 giorni all'anno questa ecoregione è ricoperta da almeno 10 cm di neve. Appare ovvio, di conseguenza, che uno dei mammiferi più caratteristici di questa ecoregione sia il macaco del Giappone (Macaca fuscata), noto anche come scimmia delle nevi.

## Flora
Questa ecoregione, situata nelle regioni centro-occidentali di Honshu, è costituita da pianure alluvionali, coste e colline leggermente ondulate. Il clima temperato umido, influenzato dal mar del Giappone, è caratterizzato da estati calde e inverni lunghi, nuvolosi e nevosi: condizioni ben differenti da quelle del versante pacifico dell'isola, con inverni secchi e soleggiati. A causa della complessa topografia, sono qui presenti differenti tipi di habitat. Il tipo di foresta più frequente nella regione è una comunità mista formata da diverse specie di latifoglie sempreverdi, dominata da allori nelle regioni costiere e da querce sempreverdi nelle zone dell'interno, sempre fornita di un fitto sottobosco arbustivo.

## Fauna
Molti mammiferi endemici abitano le aree di foresta sempreverde rimaste in questa ecoregione. Le scimmie delle nevi del Giappone occidentale vivono nelle foreste di latifoglie sempreverdi con fitto sottobosco, dove formano grandi gruppi. Queste scimmie sono dotate di tasche guanciali che utilizzano per trasportare il cibo di cui si nutrono, vale a dire frutta, foglie, bacche, semi, piccoli animali, insetti e, in inverno, perfino cortecce di albero. Le scimmie spesso conservano un po' di cibo per i periodi successivi. In questa ecoregione abitano anche alcune specie endemiche di anfibi. Due di esse figurano sulla Lista Rossa della IUCN come specie in pericolo di estinzione: la salamandra di Abe (Hynobius abei) e la salamandra di Hokuriku (Hynobius takedai).

## Conservazione

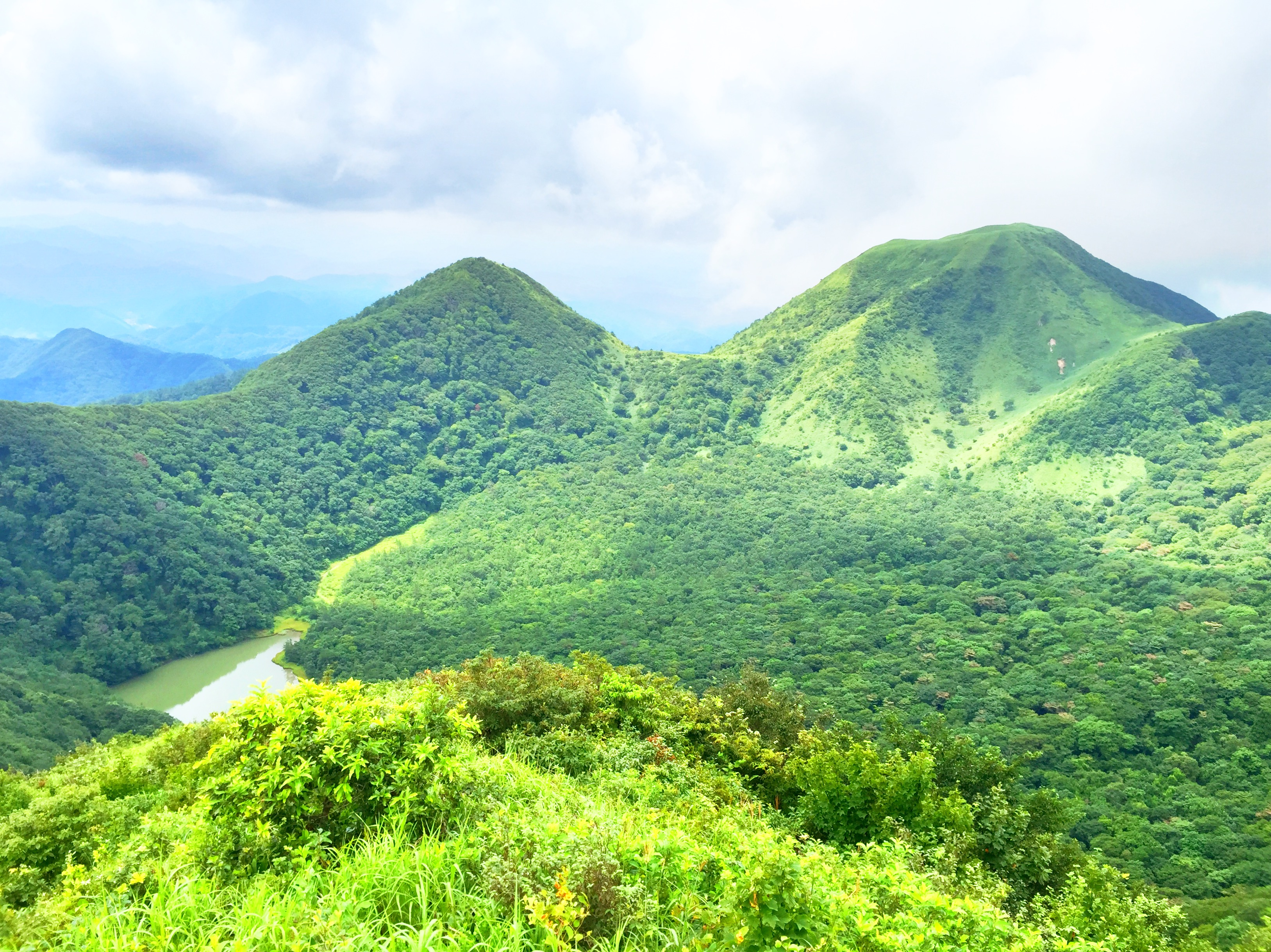
Il monte Sanbe situato nei pressi di Ōda

Queste pianure costiere e colline sono state quasi interamente antropizzate o convertite all'agricoltura fin da quando venne introdotta in Giappone la coltivazione del riso circa 2000 anni fa. Le comunità forestali originarie sono presenti attualmente solo in frammenti sparsi in prossimità dei santuari attorno ai templi e ai monasteri e nelle zone montuose più inaccessibili, nelle gole fluviali e nelle aree protette. Una vegetazione di tipo secondario domina adesso questa ecoregione sotto forma di foreste di pino rosso del Giappone e di querce o di distese erbose di erba argentata del Giappone, altre erbe di prato e bambù.